# Peru nos Jogos Pan-Americanos de 1967
O Peru competiu nos Jogos Pan-Americanos de 1967 em Winnipeg, Canadá, de 23 de julho a 6 de agosto de 1967. Conquistou três medalhas no total.